# La Chapelle-sur-Chézy
La Chapelle-sur-Chézy és un municipi francès situat al departament de l'Aisne i a la regió dels Alts de França. L'any 2007 tenia 263 habitants.

## Demografia

### Població
El 2007 la població de fet de La Chapelle-sur-Chézy era de 263 persones. Hi havia 93 famílies de les quals 16 eren unipersonals (12 homes vivint sols i 4 dones vivint soles), 24 parelles sense fills, 49 parelles amb fills i 4 famílies monoparentals amb fills.
La població ha evolucionat segons el següent gràfic:
Habitants censats

### Habitatges
El 2007 hi havia 106 habitatges, 93 eren l'habitatge principal de la família, 7 eren segones residències i 6 estaven desocupats. 105 eren cases i 1 era un apartament. Dels 93 habitatges principals, 78 estaven ocupats pels seus propietaris, 12 estaven llogats i ocupats pels llogaters i 2 estaven cedits a títol gratuït; 1 tenia una cambra, 5 en tenien dues, 9 en tenien tres, 27 en tenien quatre i 50 en tenien cinc o més. 70 habitatges disposaven pel capbaix d'una plaça de pàrquing. A 38 habitatges hi havia un automòbil i a 44 n'hi havia dos o més.

### Piràmide de població
La piràmide de població per edats i sexe el 2009 era:
| Homes | Edats   | Dones |
| ----- | ------- | ----- |
| 0     | 95 o +  | 4     |
| 0     | 90 a 94 | 0     |
| 0     | 85 a 89 | 4     |
| 0     | 80 a 84 | 0     |
| 4     | 75 a 79 | 0     |
| 0     | 70 a 74 | 0     |
| 12    | 65 a 69 | 12    |
| 0     | 60 a 64 | 4     |
| 4     | 55 a 59 | 0     |
| 16    | 50 a 54 | 4     |
| 8     | 45 a 49 | 8     |
| 8     | 40 a 44 | 4     |
| 8     | 35 a 39 | 12    |
| 8     | 30 a 34 | 8     |
| 0     | 25 a 29 | 12    |
| 12    | 20 a 24 | 4     |
| 20    | 15 a 19 | 8     |
| 0     | 10 a 14 | 4     |
| 4     | 5 a 9   | 8     |
| 4     | 0 a 4   | 4     |

## Economia
El 2007 la població en edat de treballar era de 169 persones, 127 eren actives i 42 eren inactives. De les 127 persones actives 120 estaven ocupades (66 homes i 54 dones) i 7 estaven aturades (4 homes i 3 dones). De les 42 persones inactives 6 estaven jubilades, 25 estaven estudiant i 11 estaven classificades com a «altres inactius».

### Ingressos
El 2009 a La Chapelle-sur-Chézy hi havia 94 unitats fiscals que integraven 278,5 persones, la mediana anual d'ingressos fiscals per persona era de 16.892 €.

### Activitats econòmiques
Dels 6 establiments que hi havia el 2007, 3 eren d'empreses de construcció, 1 d'una empresa de comerç i reparació d'automòbils i 2 d'empreses de serveis.
Dels 2 establiments de servei als particulars que hi havia el 2009, 1 era una fusteria i 1 lampisteria.
L'únic establiment comercial que hi havia el 2009 era una botiga de material esportiu.
L'any 2000 a La Chapelle-sur-Chézy hi havia 5 explotacions agrícoles.

## Poblacions més properes
El següent diagrama mostra les poblacions més properes.